# 茂谷武彦
茂谷 武彦（もたに たけひこ、1962年2月27日 - ）は、日本の実業家。エックスネット代表取締役社長。

## 人物・経歴
鹿児島県出身。1984年横浜国立大学経営学部を卒業後、野村証券に入社。1985年から大阪株式部・投資調査課に所属し、全国で株式講演会を開催。1992年3月に前職時代の上司であったエックスネット創業者から誘われ同社を退職し、エックスネットに入社。主に投信・投資顧問業界を担当。2003年6月同社取締役に就任。2014年6月同社代表取締役社長に就任した。
コロナ禍の中で、2022年3月期には、過去最高の業績を更新し後も引き続き業績好調を維持している。
社員有志とともに「XNETワインクラブ」を主宰するなど、大のワイン好き。